# Leptosynapta chela
Leptosynapta chela is een zeekomkommer uit de familie Synaptidae.
De wetenschappelijke naam van de soort werd in 1926 gepubliceerd door Theodor Mortensen.